# Universidade de Brandon
A Universidade de Brandon é uma universidade localizada na cidade de Brandon, em Manitoba no Canadá. A instituição tinha mais de 3662 matrículas (em 2018) em tempo integral e meio período de graduação e pós-graduação. A localização atual foi fundada em 13 de julho de 1899, como Brandon College uma instituição batista. A Universidade de Brandon é uma das várias instituições de artes liberais e ciências predominantemente de graduação no Canadá, e é a única universidade de Manitoba que não está em Winnipeg.